# Silene sclerocarpa
Silene sclerocarpa é uma espécie de planta com flor pertencente à família Caryophyllaceae. 
A autoridade científica da espécie é L.M.Dufour, tendo sido publicada em Bull. Soc. Bot. France 7: 245 (1860).

## Portugal
Trata-se de uma espécie presente no território português, nomeadamente em Portugal Continental.
Em termos de naturalidade é nativa da região atrás indicada.

## Protecção
Não se encontra protegida por legislação portuguesa ou da Comunidade Europeia.